# 下麻生站
下麻生站（日语：／ Shimo-asō eki */?）是位於岐阜縣加茂郡川邊町上川邊295號，東海旅客鐵道（JR東海）的高山本線車站。

## 歷史
- 1922年（大正11年）11月25日 - 高山線（在1934年改名為高山本線）美濃太田站至此站之間開通，此站啟用。為旅客和貨物車站。
- 1924年（大正13年）3月20日 - 高山線此站至上麻生站之間開通。
- 1961年（昭和36年）8月1日 - 結束貨物起卸業務。
- 1985年（昭和60年）4月1日 - 成為無人車站。
- 1987年（昭和62年）4月1日 - 伴隨國鐵分割民營化，車站由東海旅客鐵道（JR東海）營運。
- 2003年（平成15年）3月 - 翻新車站大樓。

## 車站構造
車站是一座地面車站，設有2面3線混合式月台，可進行列車交會。此站在1985年成為無人車站（由美濃太田站管理）。成為無人車站後，在大正時代建成的車站大樓仍然使用，但是大樓內只有候車室功能。後來車站大樓重建為一座較細小的新車站大樓，新大樓內設有廁所。各月台之間設有跨線橋連接。通過列車可高速通過（110km/h），轉轍器為Y字形。

### 月台
| 月台 | 路線     | 上下行 | 方向               |
| ---- | -------- | ------ | ------------------ |
| 1    | 高山本線 | 下行   | 下呂、高山方向     |
| 2、3 | 高山本線 | 上行   | 美濃太田、岐阜方向 |

毎日設有1班上行和1班下行列車行走於此站至岐阜站之間。這對列車於3號月台折返。另外1班上行列車也會使用3號月台。

## 車站周邊
車站鄰近製紙工場和住宅區。
- 大豐製紙
- 川邊町立川邊北小學
- 川邊町學校供餐中心
- 川邊北部公民館
- 高山陣屋下川邊出張陣屋蹟
- 川邊麻生郵局
- 飛驒川（日语：飛騨川）
- 國道41號

## 相鄰車站
東海旅客鐵道（JR東海）
 高山本線
中川邊－下麻生－上麻生

## 注腳
1. ↑  JR東海移動等便利化取組報告書
2. 1 2  採用車站時間表的方向資訊。詳情參見JR東海官方網站的各站時間表 （页面存档备份，存于）（截至2015年1月）。